# ベイボルトン

ベイボルトン（Bay Bolton、1705年 - 1736年）は18世紀初頭に活躍したイギリスの競走馬、種牡馬。この時代の競走馬としてはもっとも優れた一頭であり、種牡馬としても成功した。いわゆる三大始祖が成立する以前のサラブレッドのため父系は現在に残っていないが、エクリプス (Eclipse) の父母母父、スナップ (Snap) の母母父、ボニーラス（Bonny Lass。1号族a分枝の祖）の父として現在につながっている。

## 経歴
1705年にヨークシャーで生まれる。父はグレイオーボーイ (Grey Hautboy) 、母はメイクレスメア (Makeless Mare) 。生産者であるマシュー・ピアソン卿のもとで、5歳時にブラウン・ラスティ (Brown Lusty) という名でデビュー、のちにボルトン公爵に売られベイボルトンと呼ばれるようになった。1710年にヨークで行われたアン女王のゴールドカップ (Queen Anne's Gold Cup) で6歳馬を相手に勝ち、このあともほぼ無敗。ミドルハムムーアのグレートサブスクリプションパース、ドラゴン (Dragon) とのマッチレースなどに勝った。
種牡馬としては 第2代ボルトン公爵チャールズ・ポーレットのもとで供用された。1724,1726,1727,1729,1732-1734年の間に7回チャンピオンサイアーになったという後世の集計もある。おもな産駒としてはボルトンスターリング (Bolton Starling) 、ルービー (Looby) 、フェアノート (Fearnought) 辺りであろう。

## 血統表
| ベイボルトンの血統（ダーシーズホワイトターク系 / Darcys Yellow Turk 4×4=12.5%） | ベイボルトンの血統（ダーシーズホワイトターク系 / Darcys Yellow Turk 4×4=12.5%） | ベイボルトンの血統（ダーシーズホワイトターク系 / Darcys Yellow Turk 4×4=12.5%） | （血統表の出典）   | （血統表の出典）   |
| 父 Grey Hautboy 1698 芦毛                                                       | 父の父Hautboy 1690 芦毛                                                         | Darcys White Turk 芦毛                                                          | 不明               | 不明               |
| 父 Grey Hautboy 1698 芦毛                                                       | 父の父Hautboy 1690 芦毛                                                         | Darcys White Turk 芦毛                                                          | 不明               |                    |
| 父 Grey Hautboy 1698 芦毛                                                       | 父の父Hautboy 1690 芦毛                                                         | Royal Mare                                                                      | 不明               | 不明               |
| 父 Grey Hautboy 1698 芦毛                                                       | 父の父Hautboy 1690 芦毛                                                         | Royal Mare                                                                      | 不明               |                    |
| 父 Grey Hautboy 1698 芦毛                                                       | 父の母Natural Barb Mare                                                         | 不明                                                                            | 不明               | 不明               |
| 父 Grey Hautboy 1698 芦毛                                                       | 父の母Natural Barb Mare                                                         | 不明                                                                            | 不明               |                    |
| 父 Grey Hautboy 1698 芦毛                                                       | 父の母Natural Barb Mare                                                         | 不明                                                                            | 不明               | 不明               |
| 父 Grey Hautboy 1698 芦毛                                                       | 父の母Natural Barb Mare                                                         | 不明                                                                            | 不明               |                    |
| 母 Makeless Mare 青毛                                                           | 母の父Makeless 栗毛                                                             | Oglethorpe Arabian                                                              | Darcys Yellow Turk | Darcys Yellow Turk |
| 母 Makeless Mare 青毛                                                           | 母の父Makeless 栗毛                                                             | Oglethorpe Arabian                                                              | 不明               |                    |
| 母 Makeless Mare 青毛                                                           | 母の父Makeless 栗毛                                                             | 不明                                                                            | 不明               | 不明               |
| 母 Makeless Mare 青毛                                                           | 母の父Makeless 栗毛                                                             | 不明                                                                            | 不明               |                    |
| 母 Makeless Mare 青毛                                                           | 母の母Brimmer Mare                                                              | Brimmer                                                                         | Darcys Yellow Turk | Darcys Yellow Turk |
| 母 Makeless Mare 青毛                                                           | 母の母Brimmer Mare                                                              | Brimmer                                                                         | Darcy Royal Mare   |                    |
| 母 Makeless Mare 青毛                                                           | 母の母Brimmer Mare                                                              | 不明                                                                            | 不明               | 不明               |
| 母 Makeless Mare 青毛                                                           | 母の母Brimmer Mare                                                              | 不明                                                                            | 不明 F-No.37       |                    |